# Beechcraft MC-12 Liberty
O MC-12 Liberty é um avião bimotor turboélice operado por elementos do Comando de Operações Especiais da Força Aérea (AFSOC), incluindo a 137ª Ala de Operações Especiais da Guarda Nacional Aérea de Oklahoma.
A aeronave é pilotada no papel de Vigilância e Reconhecimento de Inteligência de nível médio a baixo (ISR) em apoio à contra-insurgência (COIN), Defesa Interna Estrangeira (FID) e operações de construção de parcerias.
O Liberty tem a capacidade de voar por longos períodos no campo de batalha e reunir inteligência. Os seus sensores avançados permitem-lhe reunir padrões de vida (POL) de inteligência, bem como encontrar e fixar forças inimigas. As ligações de voz e dados permitem aos dois operadores de sensores da Liberty integrarem-se com elementos terrestres amigáveis.
O MC-12W é uma versão militarizada do avião civil Beechcraft Super King Air 350. As modificações incluem um equipamento de comunicações seguro que inclui linhas de visão e ligações de dados via satélite, bem como comunicações por voz. O pacote comms inclui uma célula de exploração terrestre que permite que os dados do conjunto de sensores do MC-12W sejam partilhados com comandantes em terra. Estes sensores incluem um sistema Wescam MX-15 que inclui um conjunto de câmaras electro-ópticas e infra-vermelhas. O MX-15 pode ser aumentado com um designador laser, permitindo ao MC-12W fornecer orientação terminal para munições guiadas a laser.
O MC-12W foi desenvolvido no âmbito do programa Project Liberty, uma iniciativa de 2008 para aumentar rapidamente os meios de vigilância aérea disponíveis para as operações COIN no Afeganistão e Iraque.
A aeronave pilotou a sua primeira aeronave de combate no Iraque em Junho de 2009. O MC-12W pilotou desde então um grande número de missões tanto no Afeganistão como no Iraque. Os operadores incluíram o 361º Esquadrão de Reconhecimento Expedicionário, o 4º Esquadrão de Reconhecimento Expedicionário e a 9ª Ala de Reconhecimento.
Quando o Comando de Combate Aéreo da USAF se desapossou do tipo de aeronave em 2014, vários MC-12Ws foram transferidos para o Comando de Operações Especiais da Força Aérea (AFSOC), incluindo o recém-criado 137º SOW do Oklahoma ANG.

## Especificações MC-12W
- Tripulação: 2 Pilotos, 2 Operadores de Sensor
- Central Eléctrica de Motores: 2 x Pratt & Whitney Canada PT6
- Dimensões da envergadura de asa: 17,65 metros
- Comprimento: 14,22 metros
- Altura: 4,37 metros
- Peso máximo de descolagem: 16,500 lbs
- Alcance: 2.400 milhas náuticas
- Tecto de 35.000 pés
- Velocidade: 312 Kts ou 572 Km/h